# Chen Wu (Politiker)

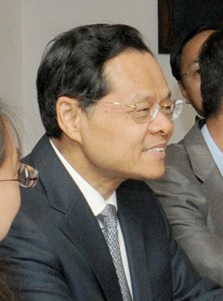
Chen Wu

Chen Wu (chinesisch 陈武 / 陈武, Pinyin Chén Wǔ; geboren im November 1954 in Chongzuo, Provinz Guangxi) ist ein chinesischer Politiker. Er ist stellvertretender Chef der Kommunistischen Partei der autonomen Gebiet Guangxi und gleichzeitig Vorsitzender (entspricht einem Provinzgouverneur) des Gebiets. Er ist ein Mitglied der Zhuang-Minderheit.

## Leben
Chen Wu stammt aus Chongzuo in Guangxi. Er trat im Oktober 1972 in die Belegschaft ein und arbeitete in einer Reisfabrik in Nanning, der Hauptstadt von Guangxi. Er trat der Kommunistischen Partei Chinas im Februar 1975 bei. Chen schrieb sich im Januar 1978 in die Guangxi-Universität ein und erwarb 1982 einen Bachelor-Abschluss in Philosophie.
Nach dem Studium verbrachte Chen seine gesamte Karriere in der Regierung von Guangxi. Im Dezember 2005 wurde er zum stellvertretenden Vorsitzenden von Guangxi befördert und im September 2011 wurde er Chef der Kommunistischen Partei der Regionalhauptstadt Nanning. Im März 2013 wurde Chen Wu zum stellvertretenden Vorsitzenden und stellvertretenden Chef der Kommunistischen Partei von Guangxi ernannt und im folgenden Monat zum Vorsitzenden ernannt.
Chen ist ein stellvertretendes Mitglied des 18. Zentralkomitees der Kommunistischen Partei Chinas.